# Allichamps
Allichamps ist eine französische Gemeinde mit 362 Einwohnern (Stand: 1. Januar 2022) im Département Haute-Marne in der Region Grand Est. Sie gehört zum Arrondissement Saint-Dizier und ist Mitglied im Gemeindeverband Communauté d’agglomération du Grand Saint-Dizier, Der et Vallées. Die Bewohner werden Allichampenois und Allichampenoises genannt.

## Geografie
Die Gemeinde Allichamps liegt an der Blaise, acht Kilometer südwestlich von Saint-Dizier und nur vier Kilometer östlich des größten französischen Stausees Lac du Der-Chantecoq. Sie ist umgeben von folgenden Nachbargemeinden:
|                                  | Humbécourt                                  |           |
| Éclaron-Braucourt-Sainte-Livière | Kompassrose, die auf Nachbargemeinden zeigt | Louvemont |
|                                  | Louvemont                                   |           |

## Weblinks

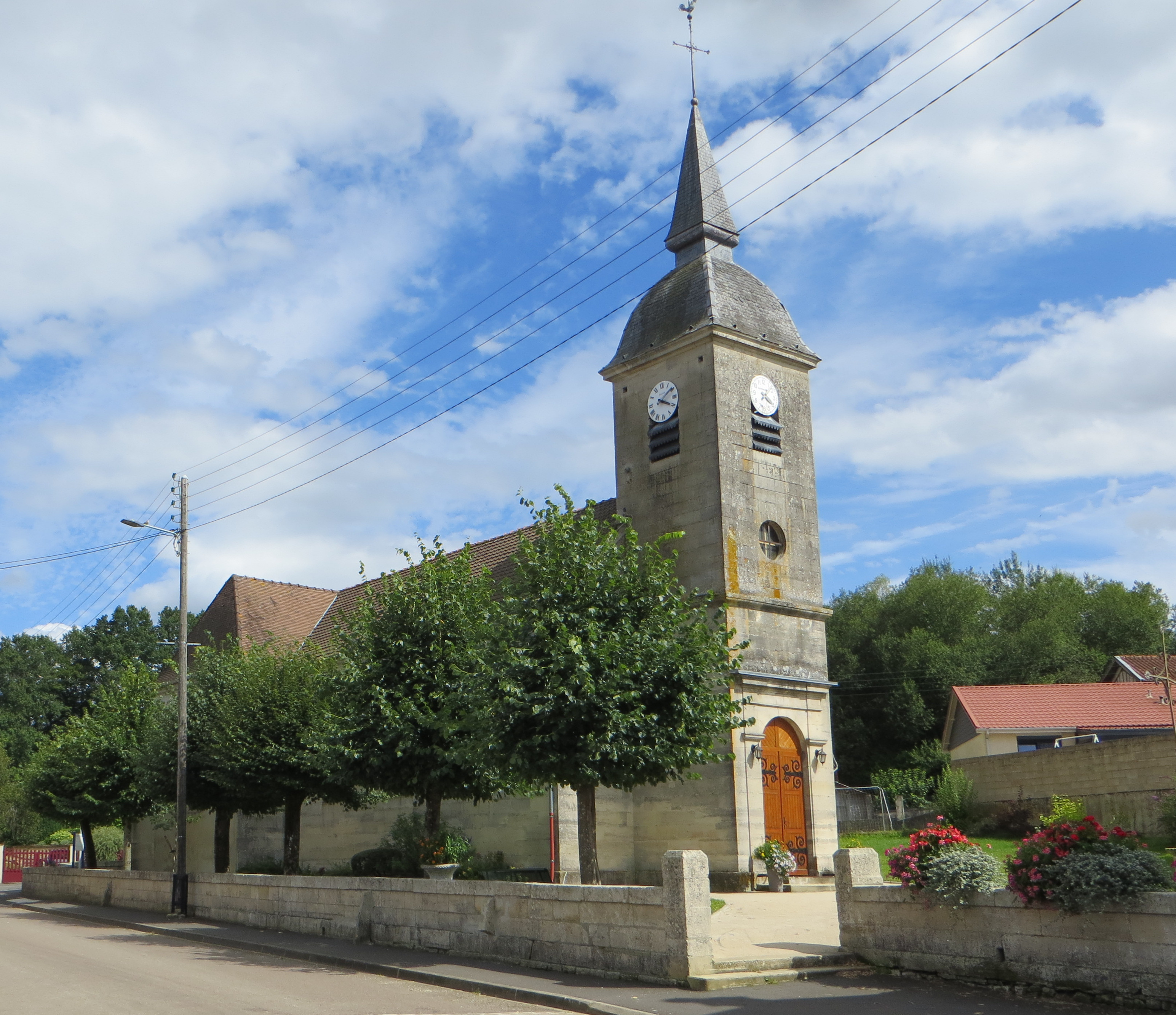
Kirche Mariä Himmelfahrt

## Bevölkerungsentwicklung
| Jahr                       | 1962 | 1968 | 1975 | 1982 | 1990 | 1999 | 2008 | 2018 |
| -------------------------- | ---- | ---- | ---- | ---- | ---- | ---- | ---- | ---- |
| Einwohner                  | 421  | 417  | 409  | 453  | 382  | 371  | 393  | 351  |
| Quellen: Cassini und INSEE |      |      |      |      |      |      |      |      |